# 中華民國海軍海鋒大隊

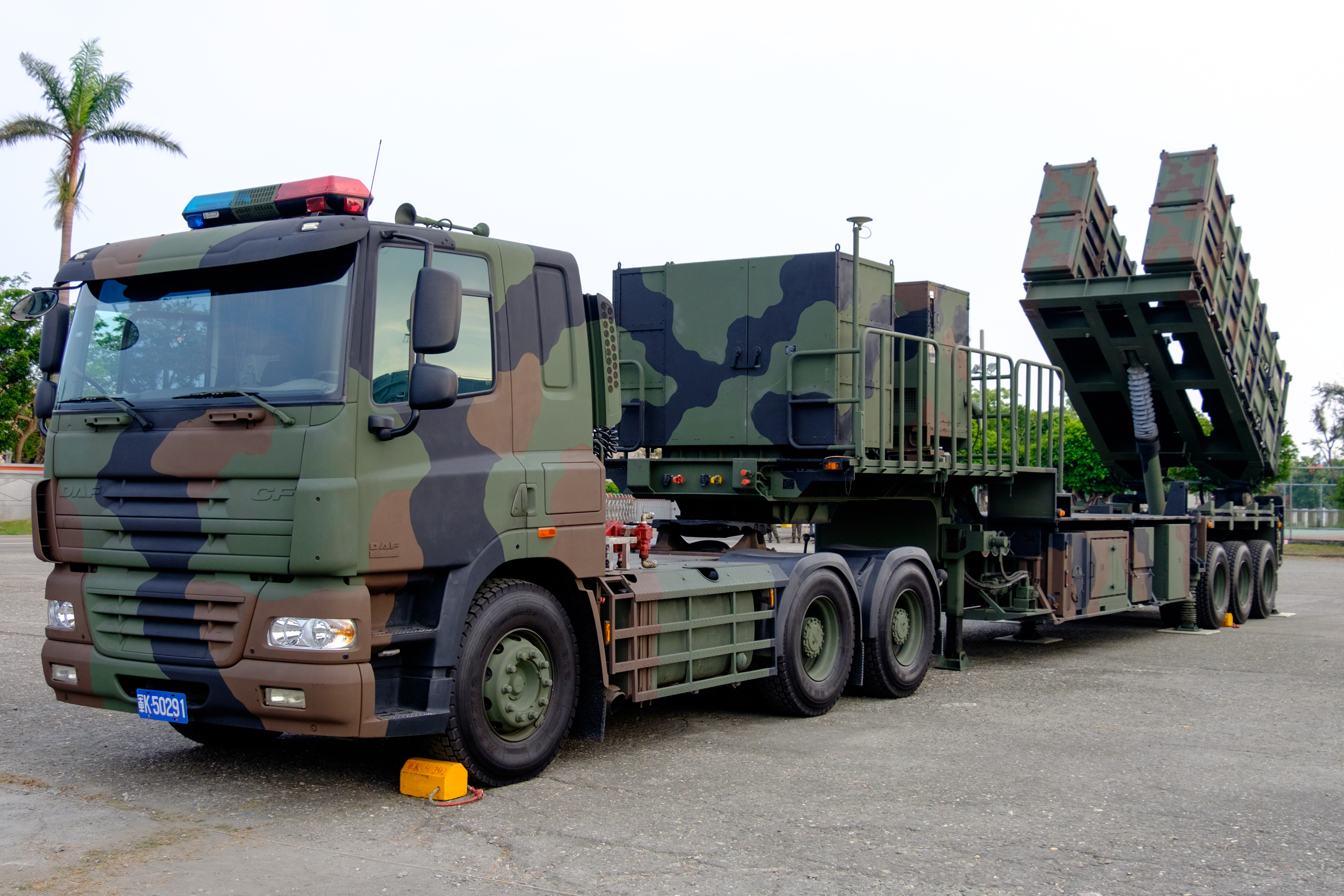
雄風二型反艦飛彈機動飛彈發射車

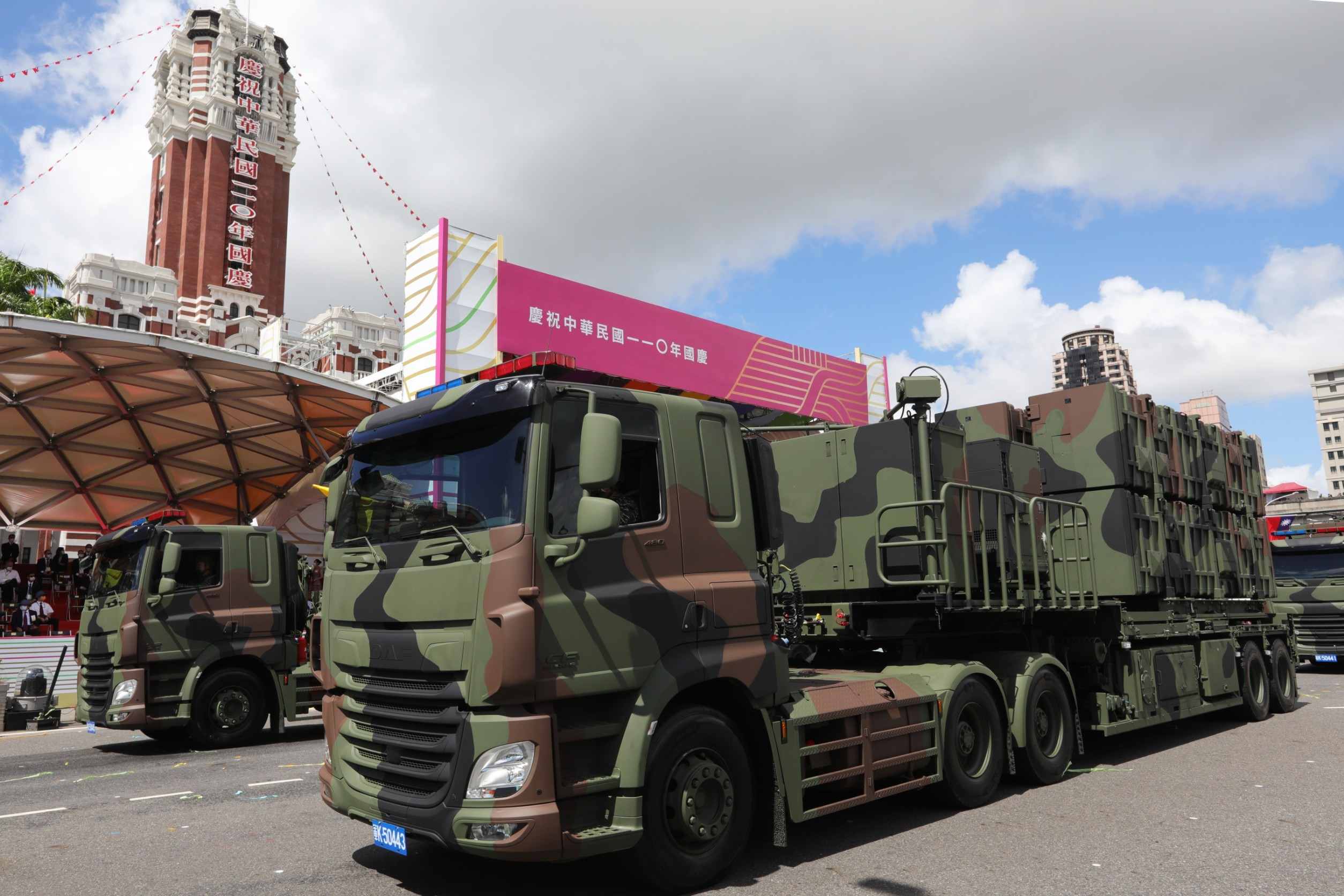
雄風三型反艦飛彈機動飛彈發射車

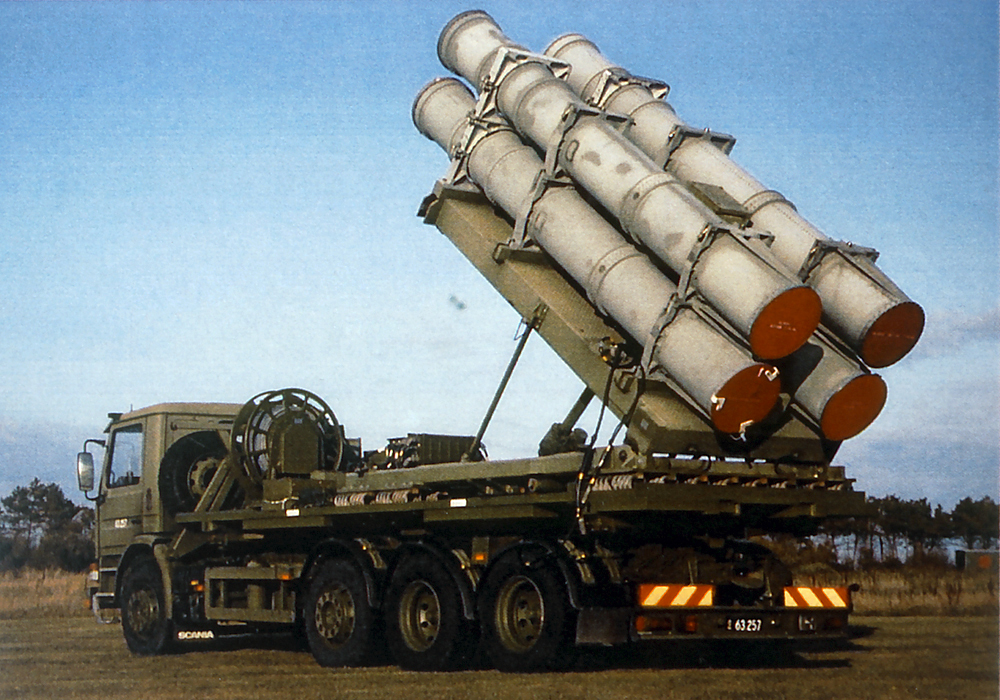
MGM-84L-4 Block II（U）魚叉反艦飛彈機動飛彈發射車

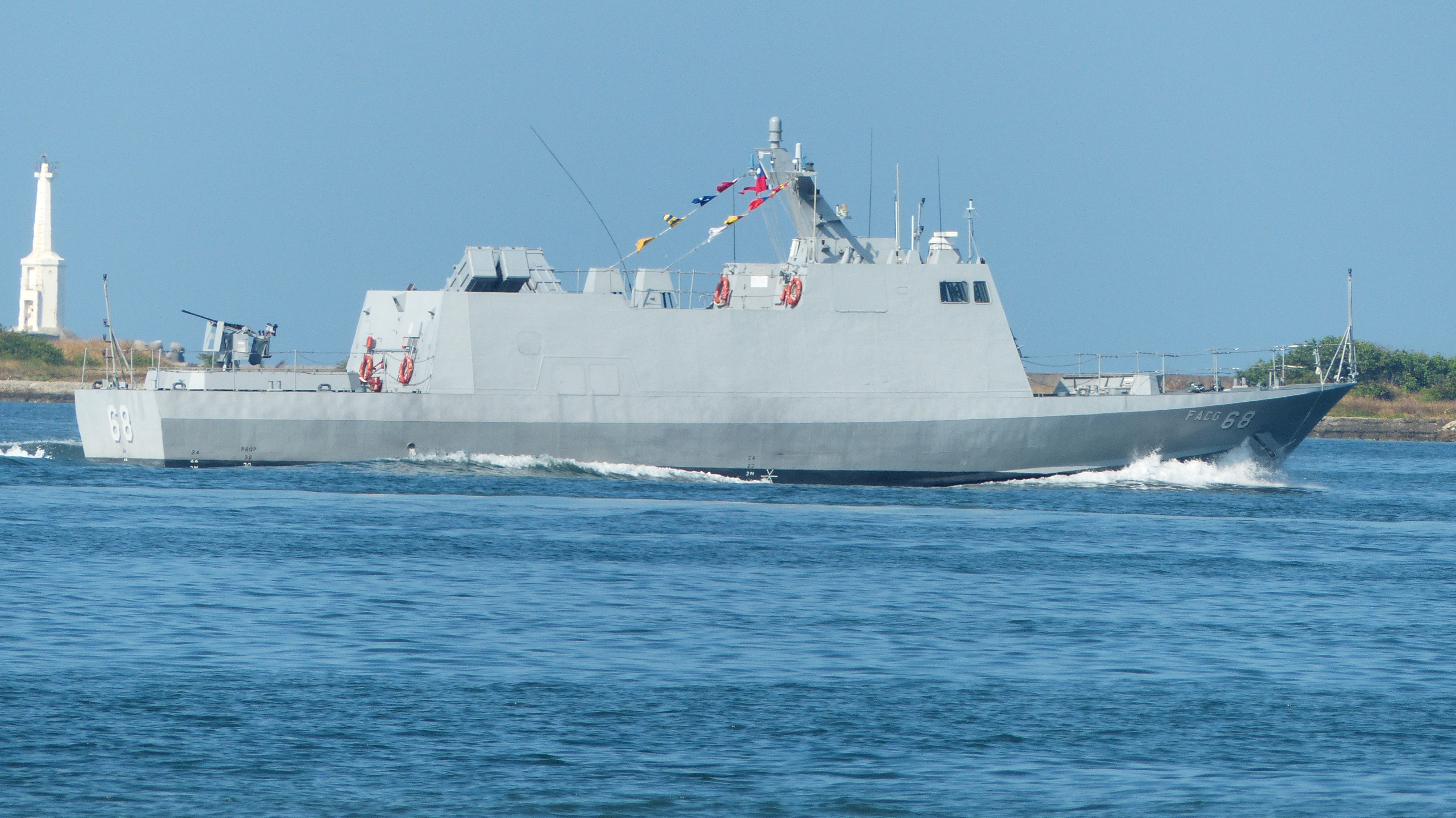
光華六號飛彈快艇

中華民國海軍海鋒大隊為移動機動化車輛和固定的陸基地對海的反艦飛彈部隊，以中山科學研究院研發的陸基型雄風二型反艦飛彈、雄風三型反艦飛彈、增程型雄風三型反艦飛彈與MGM-84 魚叉反艦飛彈為主要武裝，「海鋒大隊」、「海洋監偵指揮部」和海軍131艦隊的「光華六號飛彈快艇」3個中隊將合併整編升格為軍級或軍團級單位，新單位名稱為濱海作戰指揮部（預定在115/1/1成立）（Littoral Combatant Command），首任指揮官由海軍中將出任。

## 隊史
- 原隸屬中華民國陸軍，番號「雄風大隊」。
- 1987年改隸屬中華民國海軍，更名為「海鋒大隊」，隸屬海軍總司令部作戰署。
- 1992年12月1日，海鋒第五中隊正式成軍，並配備陸基雄風二型反艦飛彈。
- 1994年11月25日，海鋒第六中隊正式成軍，並配備陸基雄風二型反艦飛彈。
- 1998年8月1日，改隸海軍艦隊指揮部。
- 2001年6月29日，海鋒第七中隊正式成軍，並配備陸基雄風二型反艦飛彈。
- 2004年4月1日，移編國防部參謀本部飛彈司令部。
- 2006年1月1日，回編海軍艦隊指揮部。
- 2013年1月21日，海軍機動中隊正式成軍，現為機動一中隊[2]。
- 2021年8月，海軍機動二中隊成軍[3]。
- 2023年，機動第三、四中隊編成[4]。
- 2023年7月，高雄左營增編海軍海鋒第二大隊[5]。

### 未來
根據中華民國國防部公開預算書顯示，中華民國國軍委託中科院在2017年至2023年生產36枚雄二箱組飛彈、壽限件換裝50枚以及91輛機動車輛，預計要增加4到5個機動發射車中隊，人員總需求為394人。
岸置魚叉反艦飛彈於2022、2023年交貨後，1個中隊將配置32枚魚叉反艦飛彈。
立法院外交及國防委員會2021年12月27日審查國防部111年度預算，立委提案揭示，海軍因應飛彈大量增加，將計畫擴編20個飛彈中隊，人員則由國防部整合軍種編裝需求後，優先調撥編裝，海軍斥資八六六億餘元預算，於2021年至2030年向美國採購100套、400枚陸射魚叉反艦飛彈，強化「以陸制海」戰力。而目前下轄九個中隊的海軍海鋒大隊，部隊規模將擴編為「指揮部」，指揮官的軍階也將由上校提升至少將。
2022年1月，據媒體報導，海軍反艦飛彈部隊即將大幅擴組、位階提升，依據軍方規劃，擴編後的海軍反艦飛彈部隊，位階將比照空軍防空暨飛彈指揮部，定名「海軍岸置反艦飛彈指揮部」（ROCN Shore-based Anti-ship Missile Command, ROCN SAMC），指揮官提升為中將編階，下設多個飛彈旅及訓練、後勤等戰鬥支援單位，但將依照國產反艦飛彈量產撥交及美製魚叉飛彈運抵台灣的時程，區分兩階段進行，第一階段擴編為軍級單位，第二階段為軍團級單位，人力擴編同樣以兩階段方式執行。
2023年7月，在高雄左營增編海軍海鋒第二大隊，規劃2024年上半年成立海鋒第三大隊，2024年年底以前會將現行上校大隊長位階的海鋒大隊提升位階，成立中將指揮官位階的「海軍制海飛彈指揮部」（ROCN Sea-Control Missile Command, ROCN SCMC）。
2024年3月，反艦飛彈指揮部名稱，原本規畫「海軍制海飛彈指揮部」，調整為涵蓋反艦飛彈與濱海作戰的「海軍濱海作戰指揮部」（ROCN Littoral Combatant Command, ROCN LCC），指揮官編階中將。海鋒大隊將改編為北（北臺灣）、中（中臺灣）、南（南臺灣）、東（東臺灣）共四個打擊群（旅級單位，少將編階），編入海軍濱海作戰指揮部，並新設專責的「海軍制海飛彈修護中心」，為國造雄風系列反艦飛彈及美製魚叉反艦飛彈提供強而有力的後勤支援。另外目前隸屬131艦隊的3個光華六號飛彈快艇中隊（番號為1、2、5），海洋監偵指揮部下轄的各雷達站，本來就有導引指揮飛彈快艇或海鋒飛彈車攻擊目標的任務，也會一併移撥編入海軍濱海作戰指揮部。日前傳出，時任國防部長邱國正裁示此案，以不增加員額的方式，由海軍就現有編裝員額進行整合。海軍內部目前評估傾向將海軍教育訓練暨準則發展指揮部中將指揮官降編為少將。因要重新調整編裝，且牽涉整併的部隊相當多，指揮部確切編成時程尚未定案。「海軍濱海作戰指揮部」規劃民國115年成立，未來擬擔負24浬內防務。

### 未來組織
濱海作戰指揮部設一席中將和九席少將共十位將官編制。
- 濱海作戰指揮部（駐臺灣新北市淡水區）
  - 指揮官 一位 中將
    - 副指揮官 二位 少將

參謀長 一位 少將
    - 副參謀長 二位 上校

政戰主任 一位 少將
    - 政戰副主任 一位 上校

督察室主任 一位 上校
    - 督察室副主任 一位 中校

### 下轄單位
- - 海軍北臺灣打擊群 指揮官一位少將
  - 海軍中臺灣打擊群 指揮官一位少將
  - 海軍南臺灣打擊群 指揮官一位少將
  - 海軍東臺灣打擊群 指揮官一位少將
  - 海洋監偵指揮部 指揮官一位少將
  - 光華六號飛彈快艇 指揮官一位上校
  - 海軍制海飛彈修護中心 主任一位上校

## 部隊任務
海鋒大隊配合海軍海洋監偵指揮部的情報資料以監控台灣海峽，二十四小時全天候待命，職責為對中國大陸及鄰近國家的軍艦集結、移防等動態作密集且有效的監控，以維護中華民國的海域主權、安全、秩序與暢通。

## 責任區劃分
海鋒第一大隊負責北部丶中部及外島地區（駐地台中），
海鋒第二大隊則是南部地區（駐地高雄，
海鋒第三大隊則是東部地區（駐地花蓮）
參見
。

## 指揮管轄
- 海軍海鋒第一大隊
  - 大隊部（駐臺中市清水營區）
  - 海鋒第一中隊（駐基隆市和平島）
  - 海鋒第二中隊（駐屏東縣琉球嶼）
  - 海鋒第三中隊（駐新北市三芝區大片頭營區）
  - 海鋒第五中隊（駐連江縣東引島）
  - 海鋒第六中隊（駐澎湖縣西嶼）
  - 海鋒第七中隊（駐花蓮縣壽豐鄉賀田山固海營區）
  - 海鋒機動第一中隊（駐高雄市左營區忠義營區）
  - 海鋒機動第二中隊（駐臺中市清水營區）
  - 海鋒機動第三中隊（駐高雄市左營區內海友營區）
  - 海鋒機動第四中隊（駐花蓮縣新城營區）
  - 海鋒機動第五中隊（駐新北市三芝區大片頭營區）
  - 海鋒機動第六中隊（駐桃園市龜山區大崗營區）
  - 海鋒支援中隊（駐臺中市清水營區）
- 海軍海鋒第二大隊
  - 大隊部（駐高雄市左營區忠義營區）
- 海軍海鋒第三大隊
  - 大隊部（駐花蓮縣）